# The Dawn of a Tomorrow (film 1924)
The Dawn of a Tomorrow è un film muto del 1924 diretto da George Melford. La sceneggiatura si basa sull'omonimo lavoro teatrale di Frances Hodgson Burnett che, a sua volta, prendeva spunto dal romanzo del 1906 della scrittrice britannica.

## Produzione
Il film, prodotto dalla Paramount Pictures (come Famous Players-Lasky Corporation), fu girato nei Lasky Studios di Hollywood.

## Distribuzione
Il copyright del film, richiesto dalla Famous Players-Lasky Corp., fu registrato l'8 aprile 1924 con il numero LP20055. Distribuito dalla Paramount Pictures, il film - che venne presentato in prima a New York probabilmente il 23 marzo 1924, uscì nelle sale statunitensi il 14 aprile 1924.
Non si conoscono copie ancora esistenti della pellicola che viene considerata presumibilmente perduta.